# Danh sách phần mềm tạo mô hình 3D

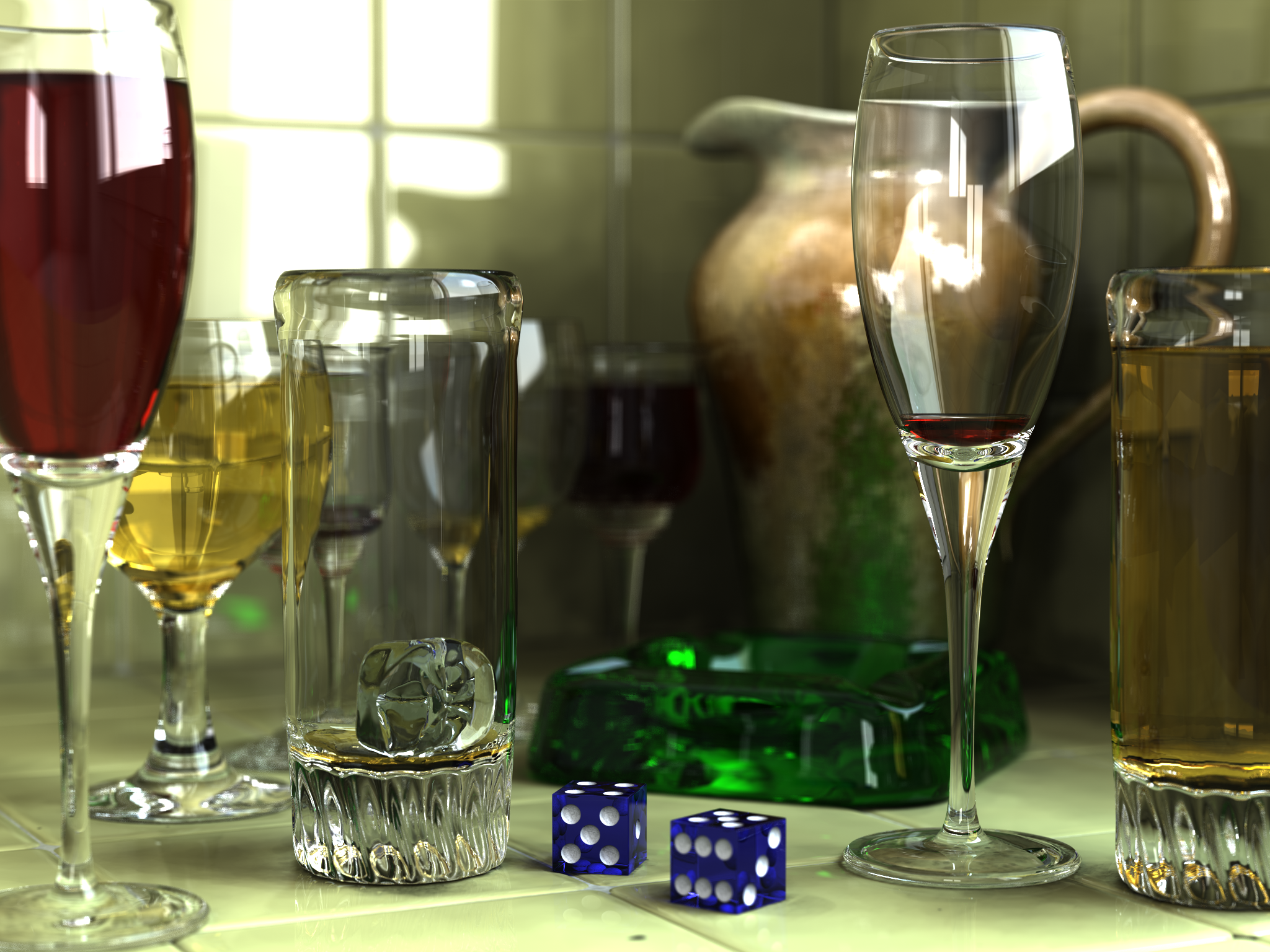
Computer-generated image created by Gilles Tran

Sau đây là một danh sách các phần mềm thương mại dựng mô hình 3D, chương trình được sử dụng để phát triển toán học trên bề mặt ba chiều, còn được gọi là mô hình 3D.
| Tên                             | giấy phép            | Hỗ trợ dựng hình 3D |
| ------------------------------- | -------------------- | ------------------- |
| 3DVIA Shape                     | phần mềm thương mại  | Không               |
| AC3D                            | phần mềm thương mại  | Không               |
| Anim8or                         | Phần mềm miễn phí    | Có                  |
| Animation:Master                | phần mềm thương mại  | Có                  |
| Art of Illusion                 | Phần mềm miễn phí    | Có                  |
| AutoCAD                         | phần mềm thương mại  | Có                  |
| AutoQ3D Community               | Phần mềm miễn phí    | Có                  |
| AutoQ3D                         | phần mềm thương mại  | Có                  |
| Autodesk 123D                   | Phần mềm miễn phí    | Không               |
| Autodesk 3ds Max                | phần mềm thương mại  | Có                  |
| Autodesk Maya                   | phần mềm thương mại  | Có                  |
| Autodesk Softimage              | phần mềm thương mại  | Có                  |
| Blender                         | Phần mềm miễn phí    | Có                  |
| BRL-CAD                         | Phần mềm miễn phí    | Có                  |
| Bryce                           | Freemium             | Có                  |
| CATIA                           | phần mềm thương mại  | Có                  |
| Carrara                         | Freemium             | Có                  |
| Cheetah3D                       | phần mềm thương mại  | Có                  |
| Cinema 4D                       | phần mềm thương mại  | Có                  |
| CityEngine                      | phần mềm thương mại  | Không               |
| Clara.io                        | Freemium             | Có                  |
| DAZ Studio                      | Freemium             | Có                  |
| Electric Image Animation System | phần mềm thương mại  | Có                  |
| Flux                            | Phần mềm miễn phí    | Không               |
| Form-Z                          | phần mềm thương mại  | Có                  |
| fragMOTION                      | phần mềm thương mại  | Không               |
| Hexagon                         | phần mềm thương mại  | Không               |
| Hexagon                         | Freemium             | Không               |
| Houdini                         | phần mềm thương mại  | Có                  |
| LightWave 3D                    | phần mềm thương mại  | Không               |
| MASSIVE                         | phần mềm thương mại  | Không               |
| Metasequoia                     | phần mềm thương mại  | Có                  |
| MikuMikuDance                   | Phần mềm miễn phí    | Có                  |
| MilkShape 3D                    | phần mềm thương mại  | Không               |
| modo                            | phần mềm thương mại  | Có                  |
| Poser                           | phần mềm thương mại  | Có                  |
| Pro/ENGINEER                    | phần mềm thương mại  | Có                  |
| Quake Army Knife                | Phần mềm miễn phí    | Có                  |
| Realsoft 3D                     | phần mềm thương mại  | Có                  |
| Remo 3D                         | phần mềm thương mại  | Có                  |
| Rhinoceros 3D                   | phần mềm thương mại  | Có                  |
| SOCET SET                       | phần mềm thương mại  | Không               |
| Sculptris                       | Phần mềm miễn phí    | Không               |
| Seamless3d                      | Free and open-source | Không               |
| Seamless3d                      | Free and open-source | Không               |
| Shade 3D                        | Commercial software  | Không               |
| Silo                            | phần mềm thương mại  | Không               |
| Silo                            | phần mềm thương mại  | Không               |
| Sketchup                        | Freemium             | Có                  |
| Solid Edge                      | phần mềm thương mại  | Không               |
| SolidWorks                      | phần mềm thương mại  | Không               |
| Strata 3D                       | phần mềm thương mại  | Có                  |
| Swift 3D                        | phần mềm thương mại  | Không               |
| TopMod                          | Phần mềm miễn phí    | Không               |
| TrueSpace                       | Phần mềm miễn phí    | Có                  |
| Unigraphics                     | phần mềm thương mại  | Không               |
| Wings 3D                        | Phần mềm miễn phí    | Có                  |
| Vectorworks                     | phần mềm thương mại  | Có                  |
| ZBrush                          | phần mềm thương mại  | Có                  |
| Zmodeler                        | Phần mềm miễn phí    | Có                  |